# Lijst van partners van koningen der Belgen
Dit is een lijst van partners van koningen der Belgen.
| Nr.                         | Naam                        | Naam                                       | Oorspronkelijk huis         | Huwelijk                    | Vanaf                       | Tot                         | Partner van                 | | Opmerkingen |
| Huis Saksen-Coburg en Gotha | Huis Saksen-Coburg en Gotha | Huis Saksen-Coburg en Gotha                | Huis Saksen-Coburg en Gotha | Huis Saksen-Coburg en Gotha | Huis Saksen-Coburg en Gotha | Huis Saksen-Coburg en Gotha | Huis Saksen-Coburg en Gotha | Huis Saksen-Coburg en Gotha | Huis Saksen-Coburg en Gotha |
| --------------------------- | --------------------------- | ------------------------------------------ | --------------------------- | --------------------------- | --------------------------- | --------------------------- | --------------------------- | --- | --- |
| 1                           |                             | Louise Marie van Frankrijk (1812-1850)     | Orléans                     | 9 augustus 1832             | 9 augustus 1832             | 11 oktober 1850             | Leopold I                   | | Louise Marie, een dochter van koning Lodewijk Filips van Frankrijk, was de eerste koningin der Belgen. Het huwelijk met Leopold I was dik tegen haar zin. In 1850, op 38-jarige leeftijd, overleed Louise Marie in het bijzijn van haar echtgenoot. |
| 2                           |                             | Marie Henriëtte van Oostenrijk (1836-1902) | Habsburg-Lotharingen        | 22 augustus 1853            | 17 december 1865            | 19 september 1902           | Leopold II                  | | Marie Henriëtte was ongelukkig aan het Belgische hof en toen de koning naar een maîtresse ging, trok de vorstin naar haar buitenverblijf in Spa, waar ze vanaf 1895 definitief woonde. De koningin stierf alleen en ongelukkig in haar kasteel te Spa aan de gevolgen van een hartaanval. |
| 3                           |                             | Elisabeth in Beieren (1876-1965)           | Wittelsbach                 | 2 oktober 1900              | 23 december 1909            | 17 februari 1934            | Albert I                    | | Tijdens WOI bezocht Elisabeth zeer dikwijls de ziekenhuizen waarin gewonde soldaten werden verzorgd en had zij een leidend aandeel in (de totstandkoming van) het werk van het Belgisch Rode Kruis. Na het verlies van haar echtgenoot in 1934 zocht ze nog meer haar toevlucht in reizen, kunst en cultuur. Tijdens WOII kwam zij 'discreet' tussenbeide bij het redden van joden.                                         |
| Huis Van België             |                             |                                            |                             |                             |                             |                             |                             | | |
| 4                           |                             | Astrid van Zweden (1905-1935)              | Bernadotte                  | 4 november 1926             | 17 februari 1934            | 29 augustus 1935            | Leopold III                 | | In 1935 kwam Astrid op 29-jarige leeftijd om het leven bij een auto-ongeval. Vele Belgen waren in rouw. Door dit ongeval was ze slechts een jaar koningin. Astrid heeft vandaag nog altijd bewonderaars. Soms ziet men een verband met prinses Diana en Gracia, die net als Astrid door de bevolking op handen gedragen werden. Er zijn in België veel monumenten, gebouwen, parken, straten en pleinen naar haar vernoemd. |
|                             |                             | Lilian Baels (1916-2002)                   | Baels                       | 28 november 1916            | 6 december 1941             | 16 juli 1951                | Leopold III                 | Lilian was de tweede echtgenote van Leopold III. Zij zag op eigen verzoek af van de titel koningin der Belgen. Lilian was nooit echt geliefd bij het Belgische volk. De geruchten gingen dat zij kunstwerken en juwelen van de koninklijke familie zou hebben verkocht. | |
| 5                           |                             | Fabiola Mora y Aragón (1928-2014)          | Mora                        | 15 december 1960            | 15 december 1960            | 31 juli 1993                | Boudewijn                   | | Fabiola dacht eerst in het klooster te treden, maar veranderde van mening na haar ontmoeting met Boudewijn, die haar meenam naar België. Fabiola en Boudewijn bleven kinderloos. Na het overlijden van haar echtgenoot in 1993 trok ze zich grotendeels terug uit het publieke leven. |
| 6                           |                             | Paola Ruffo di Calabria (1937)             | Ruffo di Calabria           | 2 juli 1959                 | 9 augustus 1993             | 21 juli 2013                | Albert II                   | | Paola's huwelijk met prins Albert strandde bijna door zijn buitenechtelijke dochter Delphine van Saksen-Coburg. Uiteindelijk kwam het tussen Paola en Albert weer goed. Na het onverwachte overlijden van koning Boudewijn werd prinses Paola op 56-jarige leeftijd koningin. Sinds haar oudste zoon de taak van koning der Belgen opnam, is ze als koningin-moeder naar de achtergrond verplaatst.                         |
| 7                           |                             | Mathilde d'Udekem d'Acoz (1973)            | D'Udekem                    | 4 december 1999             | 21 juli 2013                | -                           | Filip                       | | Prinses Mathilde werd na de troonsafstand van Albert II de eerste koningin der Belgen die in België is geboren. Koningin Mathilde zet vooral de verbintenissen van koningin Fabiola voort, met wie ze zeer hecht was. |